# Oxyopes dubourgi
Oxyopes dubourgi är en spindelart som beskrevs av Simon 1904. Oxyopes dubourgi ingår i släktet Oxyopes och familjen lospindlar. Inga underarter finns listade i Catalogue of Life.